# Almus-Talsperre
Die Almus-Talsperre (türkisch Almus Barajı) befindet sich 30 km östlich von Tokat in der türkischen Provinz Tokat am Oberlauf des Yeşilırmak.
Die Almus-Talsperre wurde in den Jahren 1958–1966 als Erdschüttdamm erbaut.
Sie wird von der staatlichen Wasserbehörde DSİ betrieben und dient der Energieerzeugung, der Abflussregulierung und der Bewässerung.
Der Staudamm hat eine Höhe von 78 m und besitzt ein Volumen von 3,405 Mio. m³. Der zugehörige 20 km lange Stausee besitzt eine Wasserfläche von 31,3 km² und ein Speichervolumen von 950 Mio. m³.
Am südlichen Seeufer befindet sich die Kreisstadt Almus.
Die Talsperre dient der Bewässerung einer Fläche von 21.350 ha.
Das Wasserkraftwerk der Almus-Talsperre verfügt über 3 Einheiten zu 9 Megawatt. Die durchschnittliche Jahresenergieerzeugung liegt bei 99 GWh. 
Knapp 4 km flussabwärts befindet sich die kleinere Ataköy-Talsperre.